# Fossile

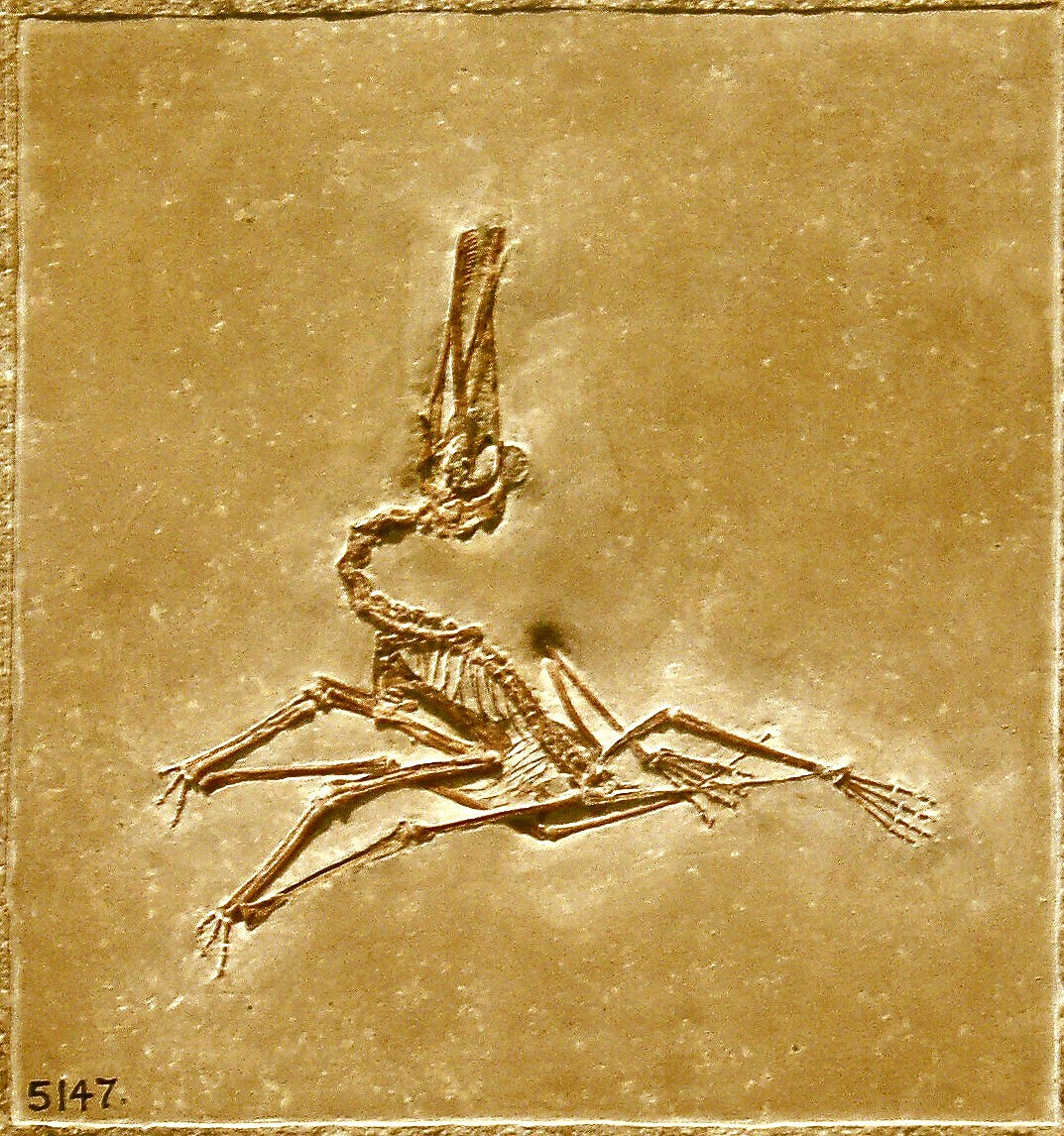
Pterodactylus - American Museum of Natural History - New York

Il termine fossile (dal latino fodere, "scavare") in paleontologia viene abitualmente usato per indicare resti integri o parziali di organismi un tempo viventi; più in generale, viene usato per una qualsiasi testimonianza di vita geologicamente passata (antecedente all'epoca attuale): resti animali, quali ossa, denti, uova, conchiglie; resti vegetali, quali foglie, tronchi, pollini; evidenze di attività vitale (strutture di bioturbazione come tane e orme); tracce legate all'alimentazione (coproliti).
Questo termine venne introdotto da Gregorio Agricola per indicare tutto quanto fosse estratto dalla terra scavando, ed inizialmente era utilizzato anche per i minerali, oltre che per i resti di animali e vegetali, al cui riferimento in seguito venne limitato l'utilizzo.

## Definizione generale

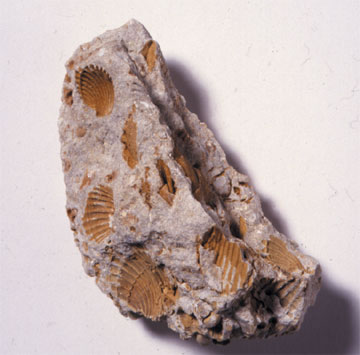
Calcare con resti fossili di bivalvi presenti come impronte del guscio

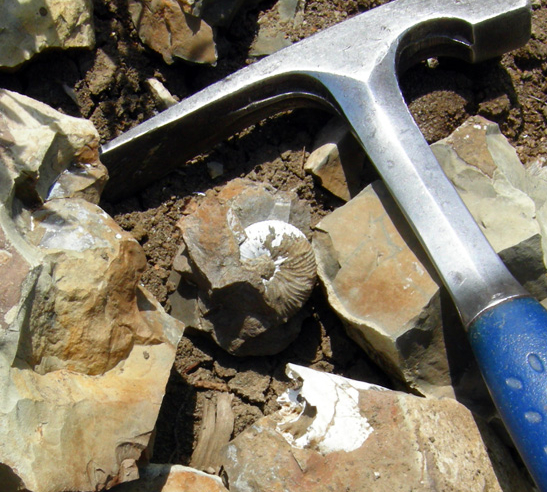
Al centro della immagine: ammonite rinvenuta all'interno di una concrezione nodulare calcarea

La fossilizzazione di un resto di un animale o di un vegetale è un evento raro. Infatti non appena gli animali o le piante muoiono ne inizia la decomposizione. Sebbene le parti più resistenti, come conchiglie, ossa e denti degli animali o il legno delle piante, resistano più a lungo dei tessuti molli, spesso questi elementi vengono disgregati da agenti naturali esterni (fisici e chimici), come vento e acqua corrente, e anche dall'azione di animali necrofagi (agenti biologici).
Generalmente, per subire un processo completo di fossilizzazione, un organismo deve essere sepolto rapidamente dopo la sua morte, prima che ne subentri la decomposizione o venga aggredito dagli agenti demolitori. Nella maggior parte dei casi questo seppellimento avviene ad opera della deposizione di sedimenti, come la sabbia o il fango trasportati dall'acqua, che ricoprono, depositandosi al fondo, gli organismi morti.
Il processo di trasformazione di un organismo vivente in un fossile può durare diversi milioni di anni. Lo studio di tutti i processi che vanno dalla morte dell'organismo alla sua fossilizzazione è compito della Tafonomia, quel ramo della Paleontologia che cerca appunto di ripercorrere tutte le tappe che hanno contribuito alla formazione di un fossile.
Alcuni fossili possono essere considerati come una porzione di materia (e quindi di energia) imprigionata che, sfuggendo alla decomposizione e trasferendosi dalla biosfera alla litosfera, viene sottratta all'ecosistema vivente. Questa energia viene, ad esempio, sfruttata dall'uomo mediante l'impiego dei combustibili fossili (carbone e petrolio) nelle varie attività industriali.

## Dove si rinvengono i fossili
I fossili si trovano inglobati nelle rocce sedimentarie abbondantemente presenti nella parte superiore della crosta terrestre. Utili per la datazione delle rocce calcaree mesozoiche sono: stromatoliti, ammoniti, belemniti, bivalvi, gasteropodi, brachiopodi, echinodermi, crinoidi, denti isolati di squalo e microfossili.
La datazione relativa eseguita con i fossili guida è di enorme importanza ed è servita alla definizione e alla caratterizzazione delle ere e dei periodi geologici.
Le rocce ignee intrusive 
sono prive di fossili, quelle vulcaniche effusive in qualche raro caso contengono fossili di organismi rimasti sepolti durante l'eruzione vulcanica che le ha generate. Tracce di fossili sono talvolta rinvenibili in rocce metamorfiche derivanti da processi metamorfici di bassa intensità su rocce sedimentarie.

## Datazione tramite i fossili
Il criterio di datazione dei fossili si basa sulla stratigrafia, la quale afferma che, normalmente, gli strati più bassi del terreno sono più antichi di quelli superiori (principio geologico della sovrapposizione di Stenone, vedi Evoluzione#Prove paleontologiche). Utilizzando tale criterio si può confrontare un certo fossile con altri rinvenuti in strati di altre località per vedere se appartengono allo stesso tempo oppure no. Tale metodo si basa sui fossili guida, che sono caratterizzati dalla diversificazione e da rapida evoluzione.
Con i metodi degli isotopi radioattivi e del carbonio 14 si può avere la datazione radiometrica, che misura l'età della roccia in anni, ma che risulta meno preciso del metodo della datazione relativa.
La misurazione del tempo geologico, cioè la ricostruzione della storia della Terra, con l'attribuzione di date relativamente precise è una conquista recente; L'attuale datazione si basa soprattutto su due metodi cronologici, che hanno fornito dati molto attendibili: datazione assoluta e datazione relativa con le opportune distinzioni.

## Fossili viventi

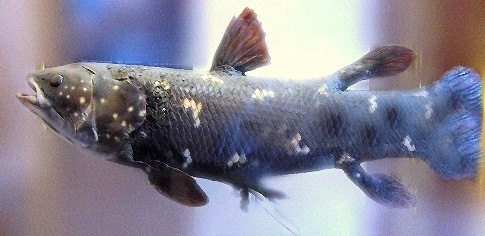
Esemplare di Celacanto pescato nell'Oceano Indiano

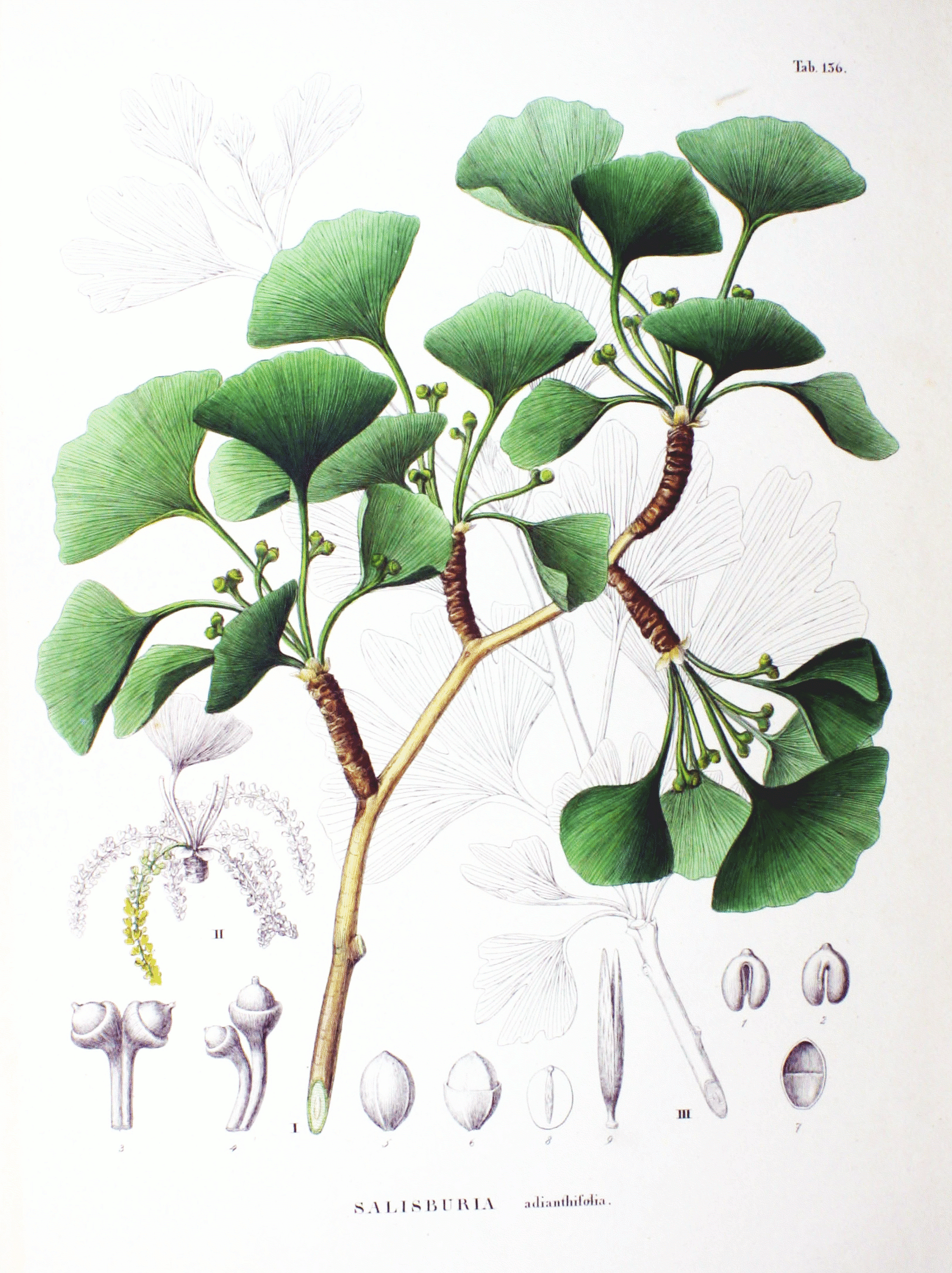
Tavola illustrante foglie, fiori e frutti di Ginkgo biloba

Il termine fossile vivente fu coniato da Darwin per indicare particolari tipi di organismi, animali o vegetali, con caratteristiche morfologiche primitive e soggetti ad un processo evolutivo molto lento.
Molti di questi sono stati scoperti recentemente, perché prima erano ritenuti estinti. Ai fossili viventi appartengono tipi diversi di organismi:
- Organismi che sono gli unici rappresentanti viventi di gruppi estinti da tempo.

Un esempio è quello del pesce Latimeria chalumnae, pescato nel 1938, alle foci del Chalumna in Sudafrica. L'esemplare era lungo 1,50 m e pesava 57 kg, ed incuriosì a tal punto i pescatori, che lo mandarono imbalsamato al Museo di East London. La direttrice del Museo, la Dottoressa Marjorie Courtenay-Latimer, riconobbe in quell'esemplare le caratteristiche dei Crossopterigi Celacantiformi, pesci a pinne "muscolose" (Sarcopterygii) nati durante l'Era Paleozoica, 400 milioni di anni fa, e ritenuti estinti nella grande estinzione che eliminò anche i dinosauri.
- Organismi che mantengono caratteri primitivi del gruppo che si è invece altamente differenziato.

Un esempio è l'Opossum, mammifero marsupiale che presenta caratteri molto simili ai suoi parenti del Cretaceo. Fra gli Artropodi possiamo ricordare il Limulo, praticamente identico alle forme fossili del Giurassico.
- Organismi che rimangono immutati per un lungo intervallo di tempo.

Esempi classici sono il brachiopode Lingula dell'Ordoviciano, e il cefalopode Nautilus, invariato dal Triassico ad oggi, ritenuto estinto fino al 1829, quando per la prima volta ne venne osservato uno in vita. 
Non mancano fossili viventi anche tra i vegetali, come il genere Ginkgo (Gimnosperma), comparso nel Giurassico e arrivato ai giorni nostri con l'unica specie Ginkgo biloba senza modificazioni sostanziali.

## Tipi di fossili
Vi sono quattro tipi fondamentali di fossili: resti originali, resti sostituiti, modelli o calchi, tracce.

### Resti originali

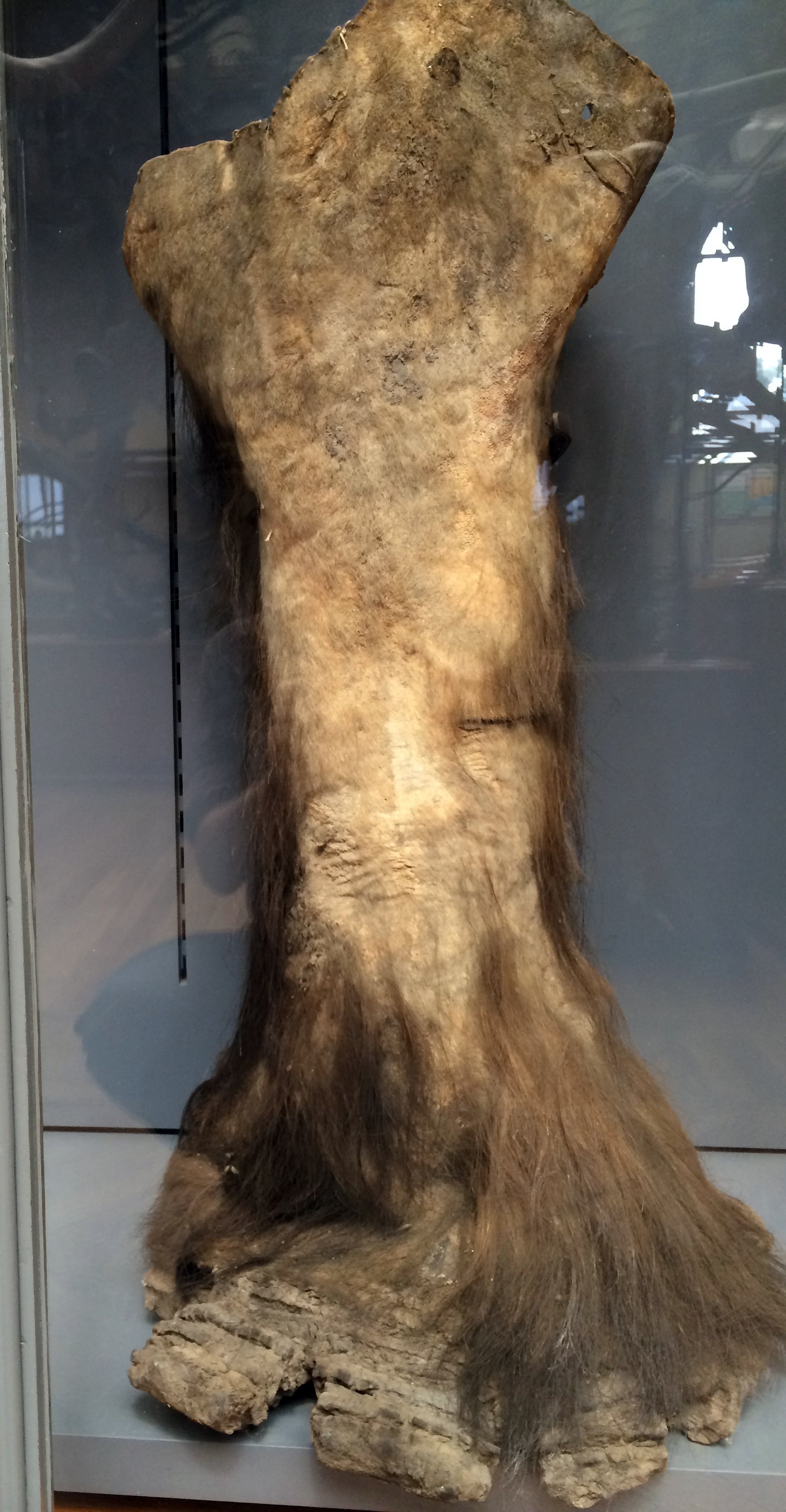
Zampa di mammut, conservata nei ghiacci siberiani, con conservazione delle pelle e della pelliccia

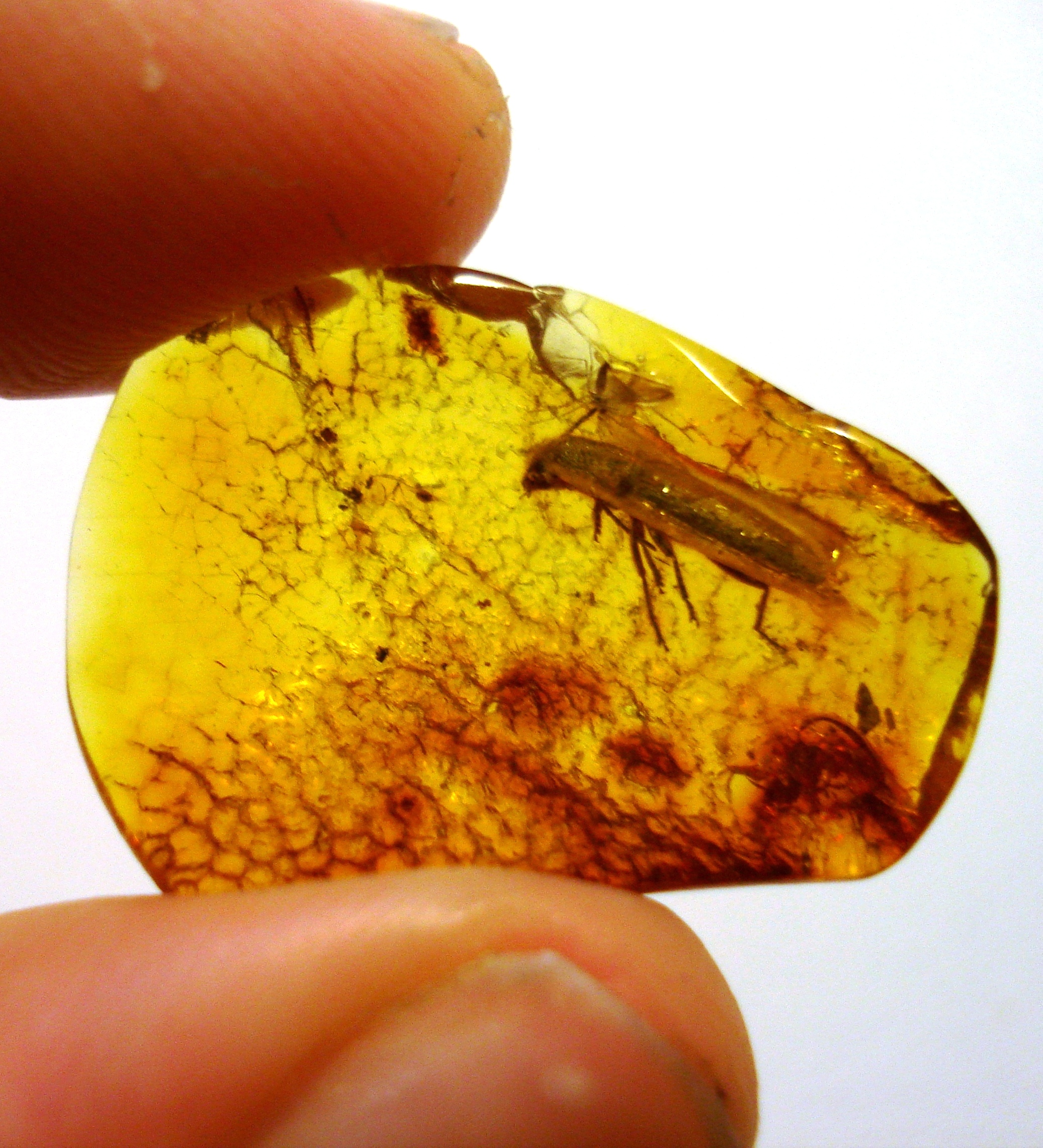
Nothorhina granulicollis, coleottero fossilizzato in ambra del Baltico

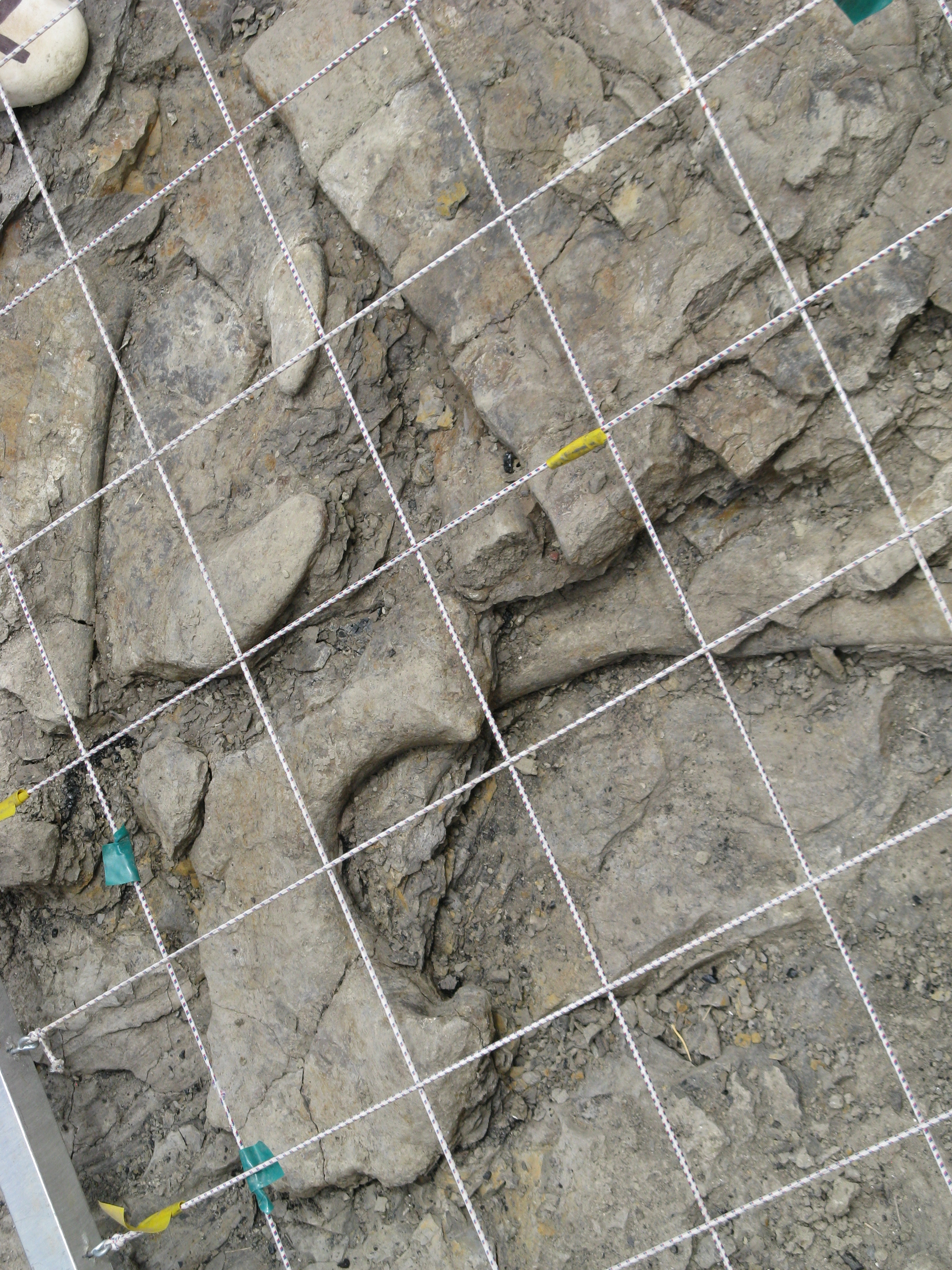
Breccia ossea con frammenti di dinosauri

In casi particolari, i fossili rinvenuti possono essere interi corpi di animali perfettamente conservati grazie a particolari condizioni ambientali verificatesi nel tempo dopo il decesso. Ad esempio sono stati ritrovati interi corpi, perfettamente conservati sotto i ghiacci della Siberia, di mammut, un tipo di elefante diffuso nell'era quaternaria in Europa. La loro estinzione, tuttavia, è ancora oggetto di studio e si pensa che le cause siano riconducibili ad un profondo mutamento climatico occorso alla fine del Pleistocene, al termine dell'era glaciale.
Sono stati rinvenuti fossili di insetti, ragni e vegetali perfettamente conservati all'interno di forme di resina indurita, l'ambra, in special modo lungo le coste del mar Baltico risalenti al periodo dell'Oligocene.
Ulteriore esempio di fossile composto da resti originali sono le cosiddette "lumachelle", ossia fossili di molluschi che col tempo hanno formato con la conchiglia che li contiene strutture rocciose all'interno del sedimento calcareo.
Nei pressi di Rancho La Brea, Los Angeles, in California, sono stati rinvenuti grossi strati di asfalti con resti fossili di migliaia di animali rimasti probabilmente bloccati in loco dopo aver tentato di raggiungere i grandi laghi colmi di idrocarburi della zona. Essi si avvicinavano ai piccoli laghi per bere e morivano a causa delle esalazioni, il che causò, col tempo, una serie di morti a catena che spiegano l'alto numero di fossili rinvenuti.
In alcuni casi i resti fossili ossei sono talmente abbondanti entro determinati strati da definire questi ultimi come brecce ossee, questo accade in zone che costituivano trappole mortali per gli animali o luoghi ove i cadaveri finivano per accumularsi naturalmente, come aree di acque morte fluviali o grotte e cavità ipogee.

### Resti sostituiti

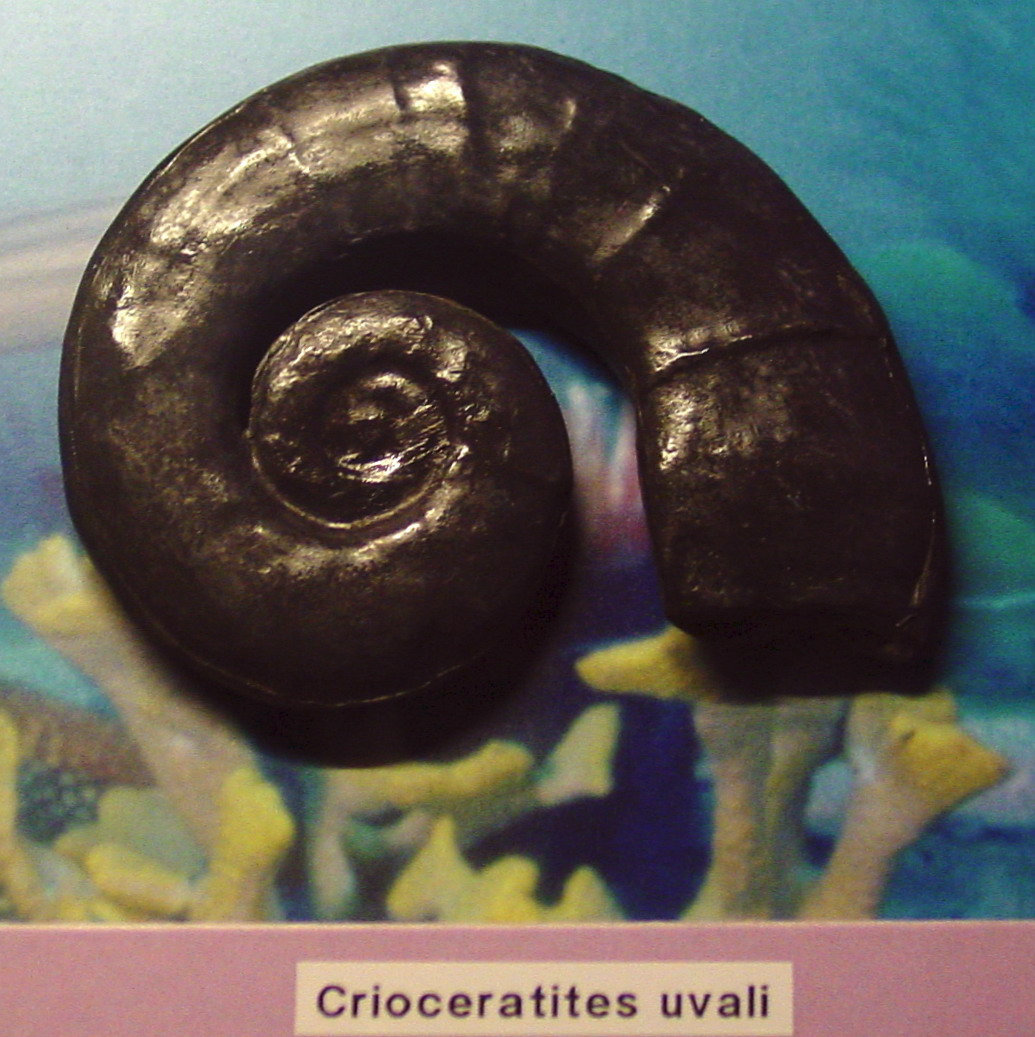
Ammonite piritizzata

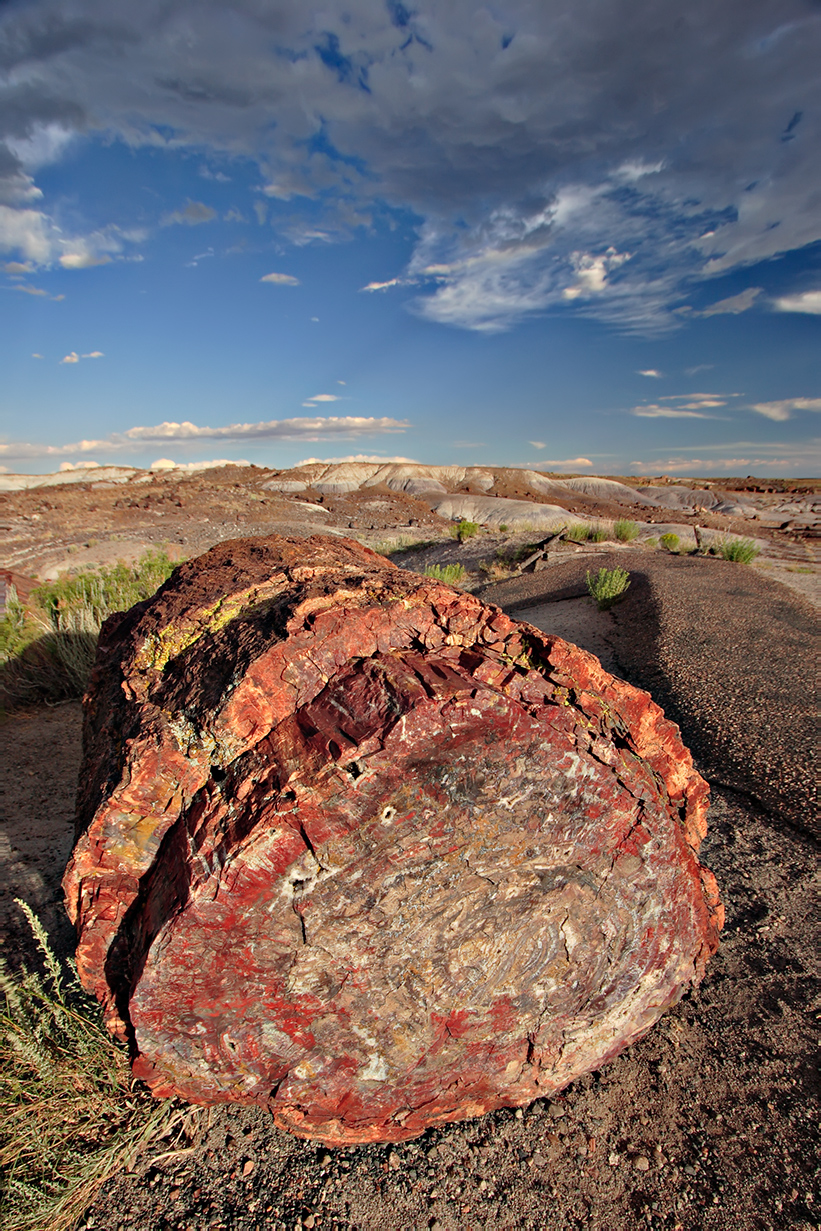
Un tronco pietrificato in Arizona

Molti tipi di fossili non sono più composti dal materiale originale che costituiva l'organismo o parte di esso, di cui hanno comunque conservato l'aspetto. L'acqua che scorre nel sottosuolo contiene in soluzione alcuni sali minerali capaci di trasformare le conchiglie (calcaree) e le ossa (fosfatiche) in altri tipi di minerali, come la silice o la pirite. I tessuti dell'organismo possono essere sostituiti da altri materiali per pietrificazione, processo in cui la sostanza organica dell'essere vivente viene sostituita da sostanze minerali. Di solito si parla di silicizzazione quando il materiale "pietrificante" è la silice, o calcitizzazione, quando essa è la calcite. Altri tipi di pietrificazione, meno comuni, sono la gessificazione (provocata dal gesso), la piritizzazione (pirite).
I famosi alberi pietrificati di Holbrook, nell'Arizona, (Petrified Forest National Park) sono un esempio di tronchi pietrificati. La loro formazione fu causata dall'acqua del sottosuolo che, con un particolare tipo di silice amorfa, sostituì, nel corso di un lunghissimo processo, il legno in decomposizione.
La sostituzione dei resti organici raggiunge il suo apice quando, del materiale organico, in particolare di quello vegetale ed in misura minore di quello animale, restano soltanto quantità variabili di carbonio organico che, in seguito alla combustione, può ritornare sotto forma di CO2.

### Modelli e calchi

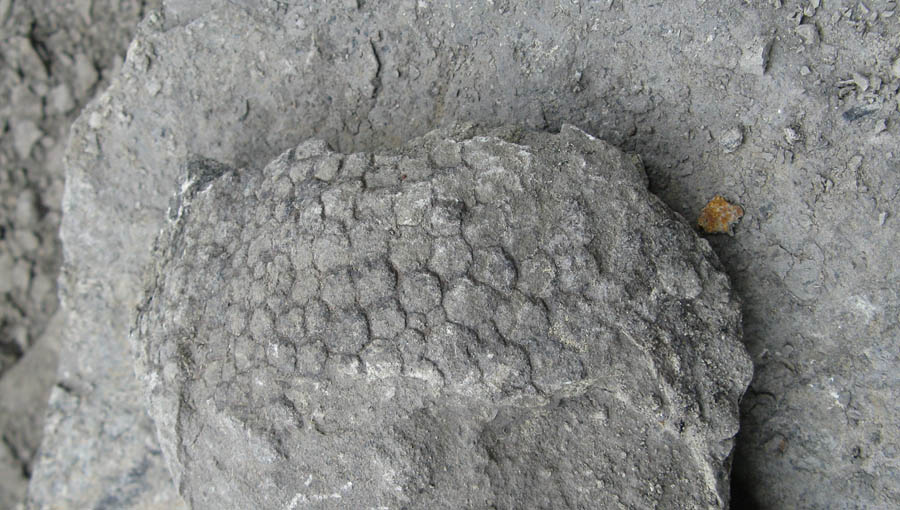
Impronta della pelle di un dinosauro del genere Pachyrhinosaurus

Oltre alle parti molli di un animale, talvolta anche le parti dure (conchiglie, ossa o foglie) si dissolvono completamente, lasciando nella roccia un'impronta che mostra solo quale era la forma del fossile.
Sui gusci si possono distinguere i modelli interni, che ripetono la forma della parte interna, ed i modelli esterni, con l'impronta della superficie esterna. Tra modello interno e modello esterno, quando il guscio originale è dissolto, si forma una cavità con la forma tridimensionale del guscio. Se tale cavità si riempie con nuove sostanze minerali, si ottiene il calco naturale o modello, cioè la riproduzione dell'originale. La composizione chimica e mineralogica del calco può essere simile a quella originaria, ma anche completamente diversa.
In casi particolari, modelli e calchi possono riguardare parti molli, quindi è possibile trovare anche impronte di felci, di foglie, di pinne di pesci, membrane alari.
In rari casi fortunati si rinvengono anche impronte di epidermide di vertebrati, come per esempio dinosauri, associati ai loro resti ossei. Perché ciò avvenga è necessario un rapido seppellimento dell'animale dopo la sua morte, ad opera di una sedimentazione fine e l'assenza di successivi fenomeni di disturbo del sedimento. Occorre anche una particolare attenzione durante la fase di scavo per non distruggere queste fragili tracce.

### Tracce fossili

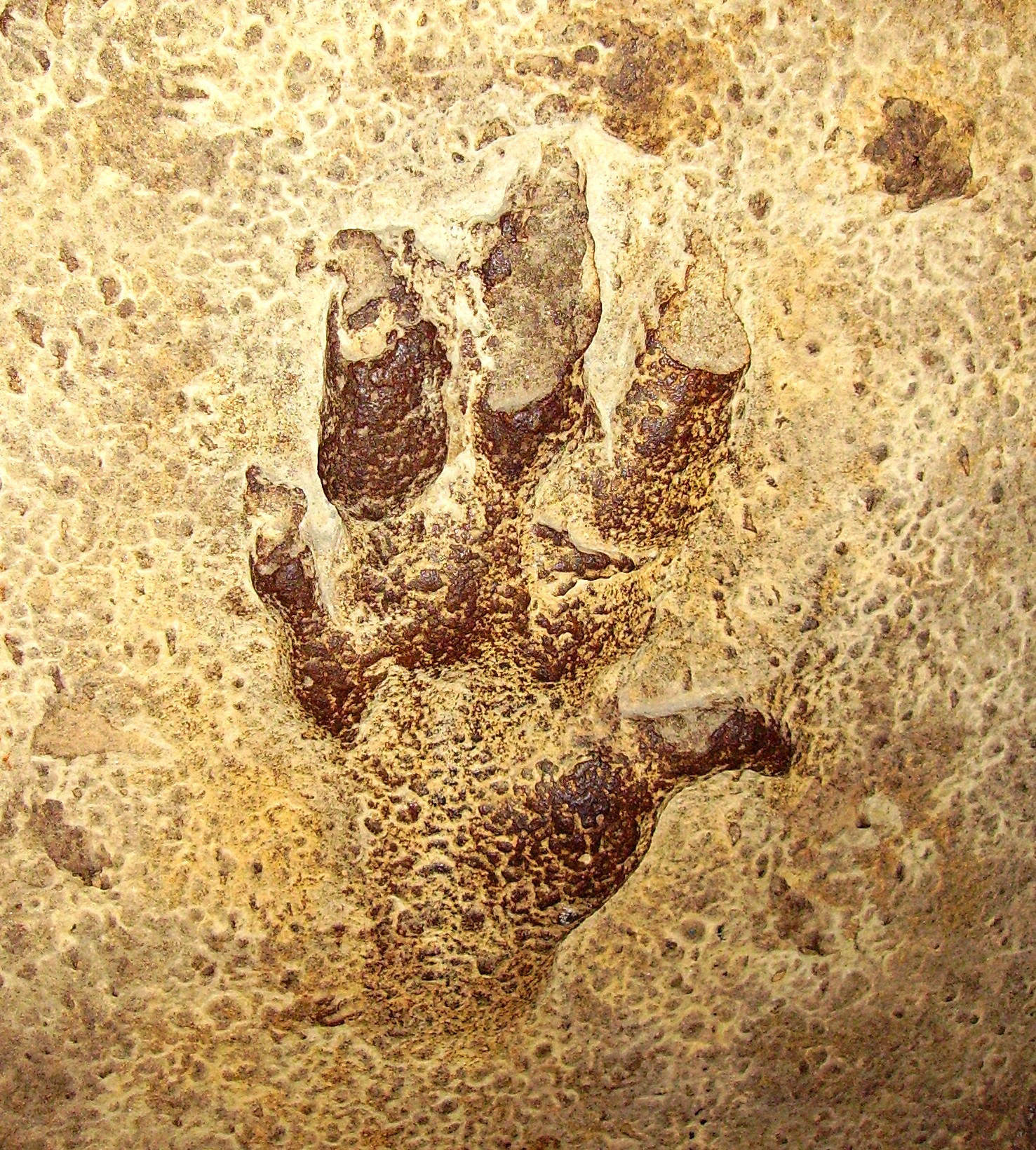
Impronta fossile di Chirotherium, un arcosauro del Triassico inferiore, rinvenuta nei pressi di Liverpool

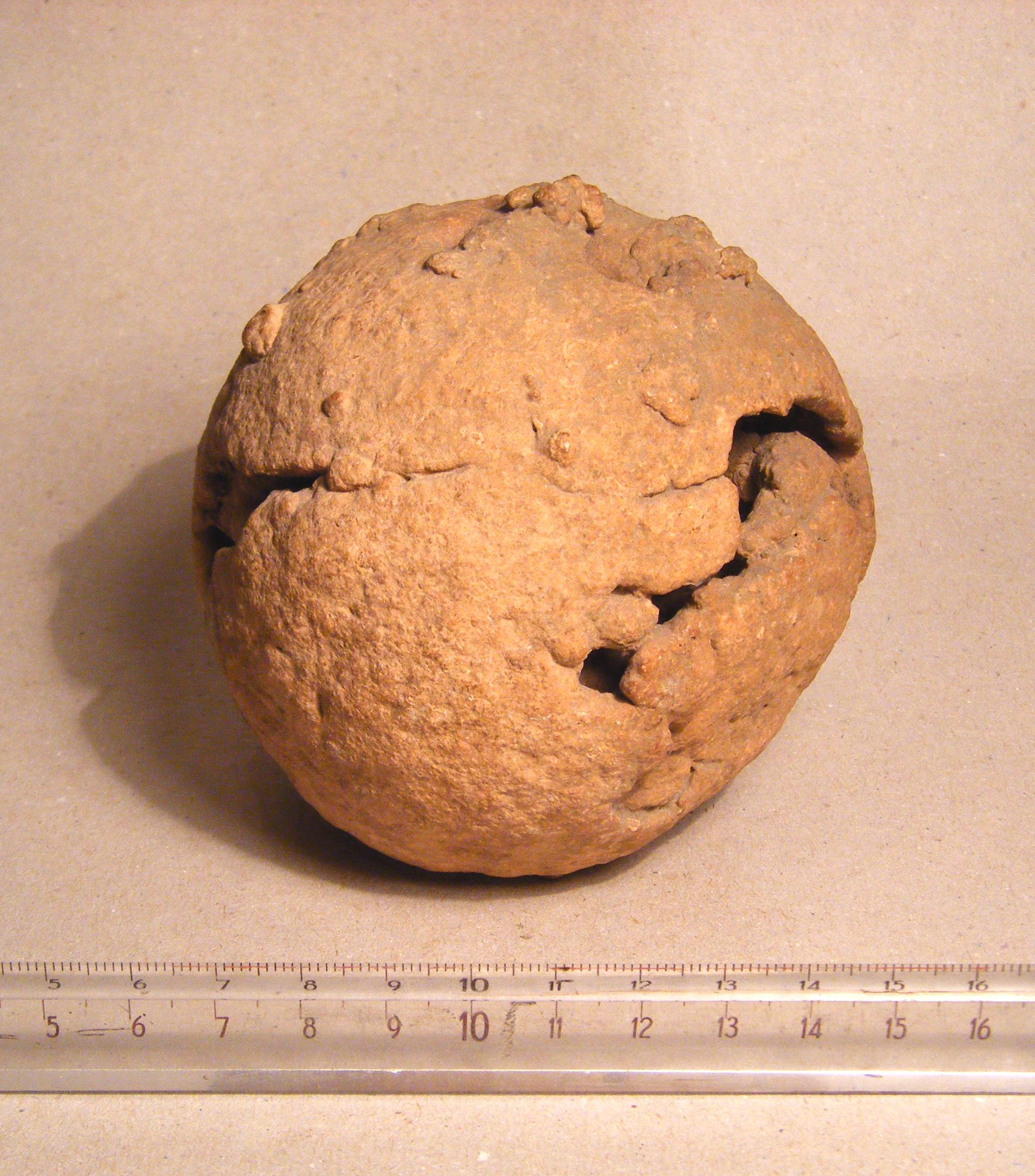
Uovo di Dinosauro rinvenuto in Somalia nel 1975

Le tracce di animali, in movimento sui fondali marini o lacustri, oppure nel fango o nelle sabbie dei terreni alluvionali o nelle regioni dei delta, possono essere conservate dal processo di consolidamento dei sedimenti (diagenesi).
Nelle rocce sedimentarie, soprattutto quelle a grana più fine (come argilliti e calcari fini), sono state trovate orme di dinosauri, altri rettili e anfibi, scie e piste di antichi vermi limivori e molte altre tracce lasciate da esseri esistiti in passato.
In taluni giacimenti fossiliferi è anche possibile rinvenire particolari fossili quali uova, raramente contenenti embrioni e le cosiddette bromaliti cioè coproliti, cololiti (resti non evacuati del contenuto intestinale), gastroliti e regurgitaliti (vomiti fossili).

## Fossili guida
La grande maggioranza dei fossili si trova nei sedimenti, cioè nei depositi formati nell'acqua.
Le rocce sedimentarie sono formate a strati. Questi strati, prevalentemente calcarei ed i fossili in essi contenuti, possono essere utilizzati per ricostruire la storia della Terra e degli organismi che si sono succeduti nel corso dei milioni di anni. I geologi sanno che i vari strati rocciosi si sono formati in ere e periodi diversi. Naturalmente, in una successione, lo strato più antico e sottostante si è formato per primo ed il più recente e sovrastante per ultimo, mentre gli altri si sono formati nel tempo intermedio; ma questa disposizione, che generalmente si è conservata, può essere modificata e perfino rovesciata da successivi movimenti tettonici.
Studiando i fossili che si trovano nei vari strati, si possono osservare le conseguenze di questi movimenti tettonici.
Alcuni fossili sono presenti in molti strati, mentre altri sono presenti solo in pochi strati, formati in un breve periodo della storia della Terra e sono questi i tipici "fossili guida". Quando un geologo trova uno strato di roccia contenente fossili, spesso può precisare l'età geologica, ovvero riconoscere quando si è formato (datazione relativa). Nel caso di una successione di strati contenenti ammoniti, come quelli esistenti nelle rocce giurassiche dell'Appennino umbro-marchigiano, è possibile ottenere una suddivisione biostratigrafica della successione particolarmente dettagliata.
Le specie fossili hanno permesso la suddivisione della storia della Terra in ere e periodi di tempo e lo hanno fatto tanto meglio quanto più breve e definito è stato il periodo della loro esistenza. Queste quindi hanno permesso le correlazioni cronostratigrafiche per rocce di territori e perfino di continenti diversi, risultando di grande importanza per le ricostruzioni paleogeografiche.
I fossili guida sono di aiuto nella ricerca del petrolio, perché il loro ritrovamento permette al geologo di mettere in relazione i depositi di petrolio ritrovati in rocce di una particolare epoca.

## Fossili come indicatori ambientali

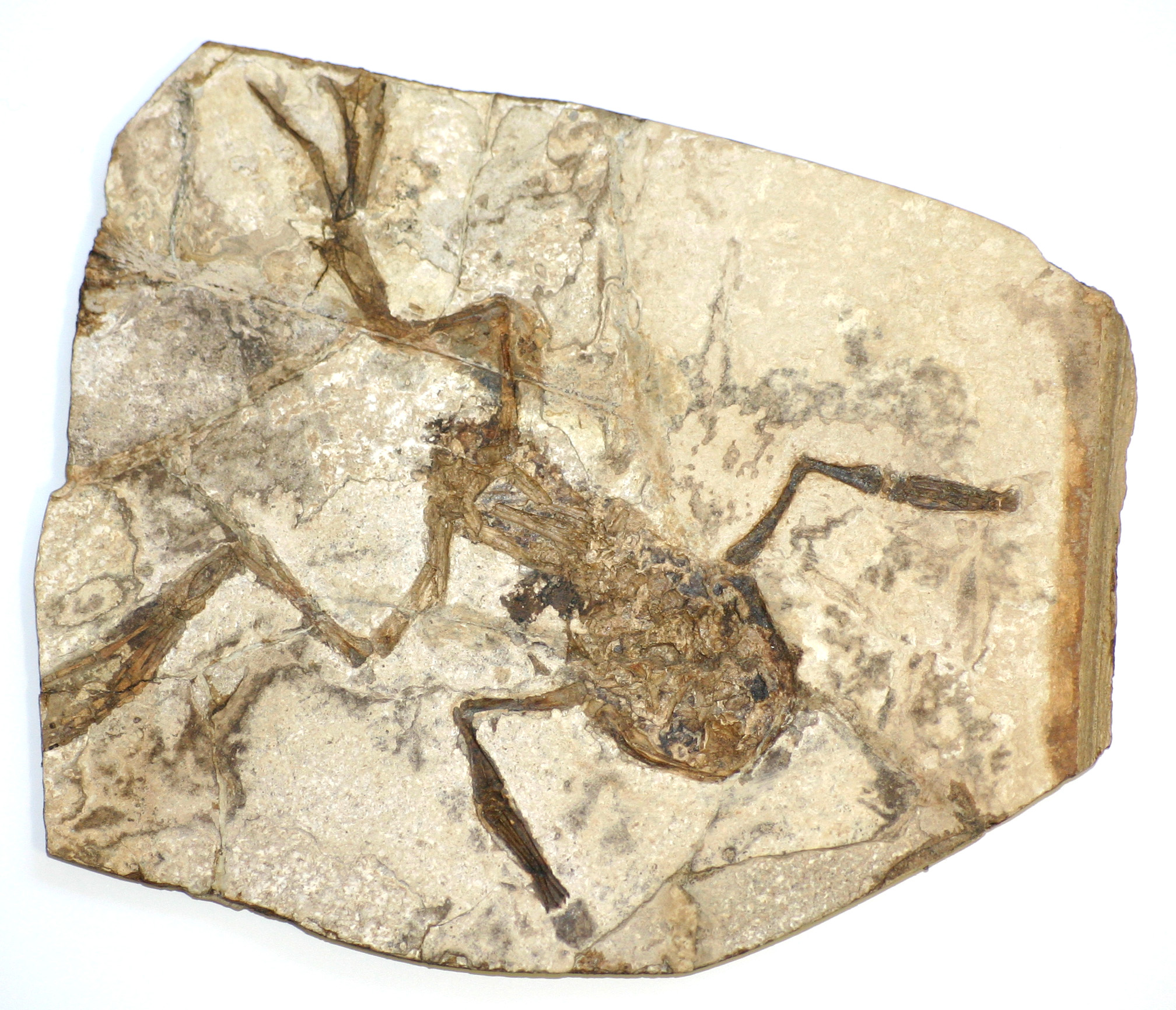
Rana fossile, indicatrice di ambiente palustre, Repubblica Ceca

I resti fossili non ci danno solo l'idea di quali siano stati gli animali e le piante del passato, ma ci indicano anche quale fosse l'ambiente e clima in cui vissero, spesso differente da quello odierno esistente nell'area del loro ritrovamento.
I grossi mammut ed i rinoceronti vellosi vissero in un ambiente di steppe e in un clima artico. Le felci attuali crescono in località calde ed umide, quelle fossili vissero probabilmente in un periodo di clima caldo ed in località umide, paludose.
I coralli si trovano oggi in acque basse, calde e a normale salinità marina. È probabile che anche i coralli fossili siano vissuti in località simili.
Nella roccia sedimentaria si trovano talvolta impronte fossili di gocce di pioggia o di fango disseccato. Ciò mostra quali siano state le vicende meteorologiche in quei tempi lontani.

## Piante fossili

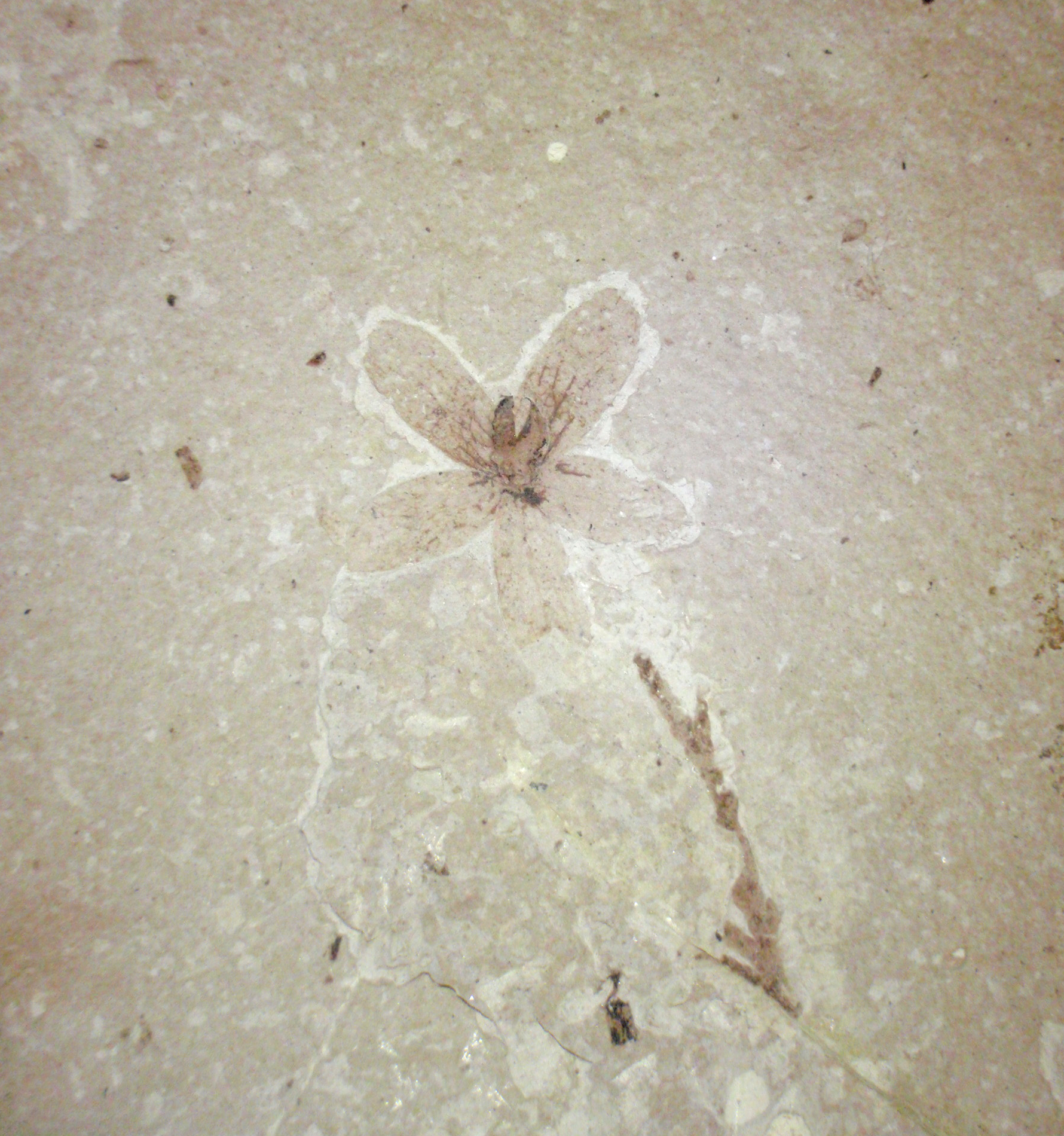
Fiore fossile eocenico, Colorado

Stando ai reperti fossili, le prime piante sulla Terra furono le alghe azzurre, che risalgono all'era archeozoica (più di mezzo miliardo di anni fa), ma esse probabilmente furono precedute da organismi più semplici, come i batteri. Le alghe azzurre furono seguite da quelle verdi, rosse e brune di cui i primi fossili sono del periodo siluriano.
Verso la fine di questo periodo, circa trecentocinquanta milioni di anni fa, comparvero le prime piante vascolari del gruppo dei licopodi. Poi vennero, nel periodo carbonifero, circa duecentocinquanta milioni di anni fa, le felci giganti, i resti delle quali si trovano oggi nei giacimenti di carbone.
Già prima però, nel Devoniano superiore, circa trecento milioni di anni fa, erano apparse le prime piante da seme che sono oggi le principali forme di vita vegetale sulla Terra.

## Animali fossili

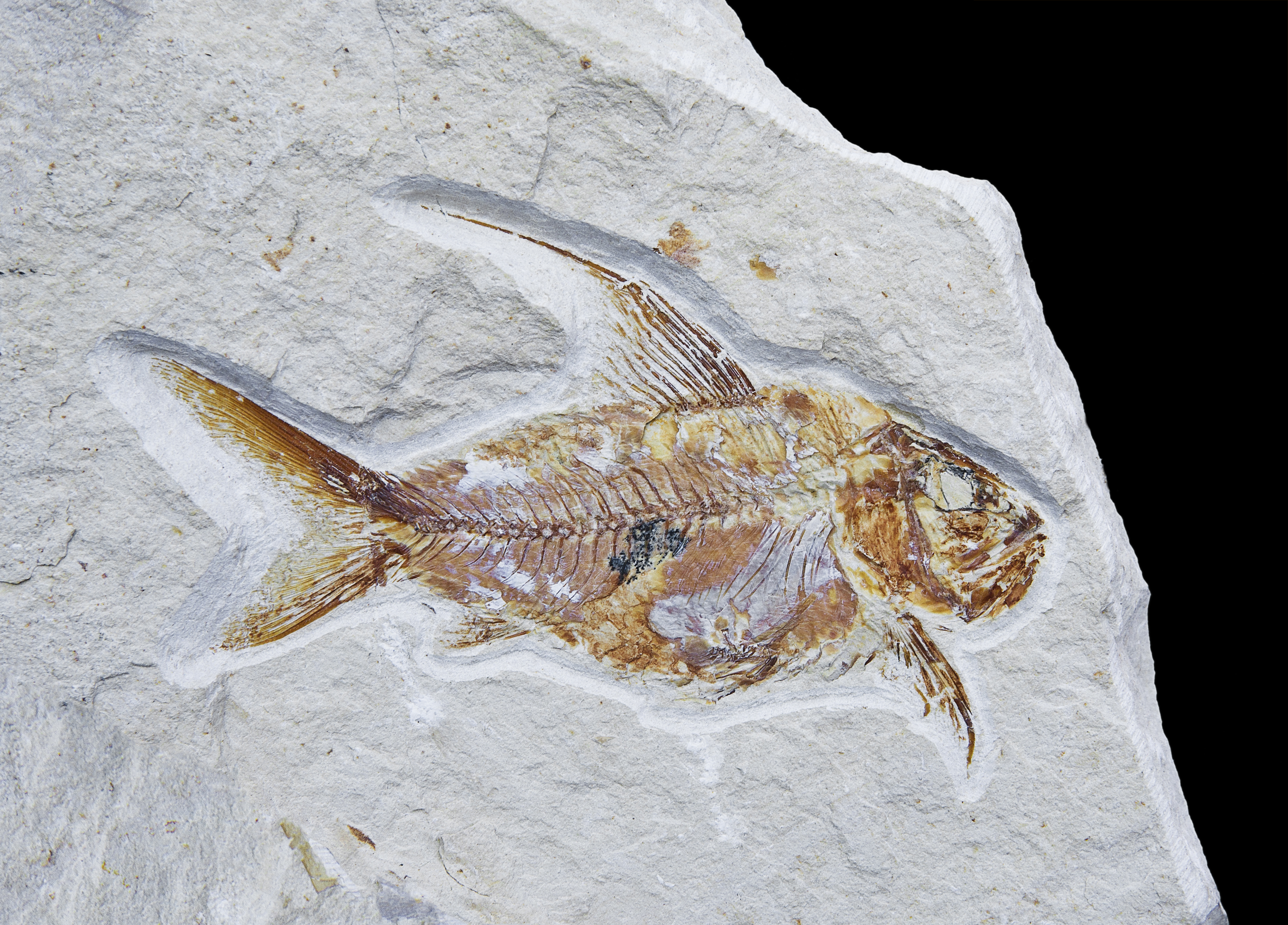
Nematonotus longispinus pesce fossile, del Cenomaniano inferiore, Libano

I geologi hanno prove dell'esistenza, cinquecento milioni di anni fa, all'inizio dell'era paleozoica, di molti animali simili a quelli che vivono oggi. Crostacei simili alle aragoste sono già conosciuti da quei lontani tempi. Tra i fossili di allora, comunissimi sono i trilobiti. Inoltre, sono state rinvenute molte centinaia di specie di conchiglie marine, e gusci coloniali appartenenti a minuscoli animali, detti briozoi.
Gli studiosi tra l'altro hanno rinvenuto oltre diecimila diversi insetti ora non più esistenti. Fra questi, alcuni vissero duecentocinquanta milioni di anni fa; più tardi, nell'era mesozoica, si sviluppano i Coleotteri e i Ditteri, ma solo nell'era cenozoica compaiono api, formiche, farfalle e specie simili alle attuali.
Alcune specie fossili si sono mantenute quasi inalterate nel corso di milioni di anni.
I primi animali provvisti di spina dorsale furono i pesci senza mascelle (agnati), in verità più affini alle lamprede (Ciclostomi) che a veri pesci. Essi comparvero nel Siluriano superiore, circa trecentocinquanta milioni di anni fa, avevano la pelle corazzata e sono stati chiamati Ostracodermi.
Circa cinquanta milioni d'anni dopo, nel Devoniano, comparvero i primi veri pesci, con mascelle. Anche questi erano ricoperti da una specie di corazza anziché di squame e sono stati chiamati Placodermi.

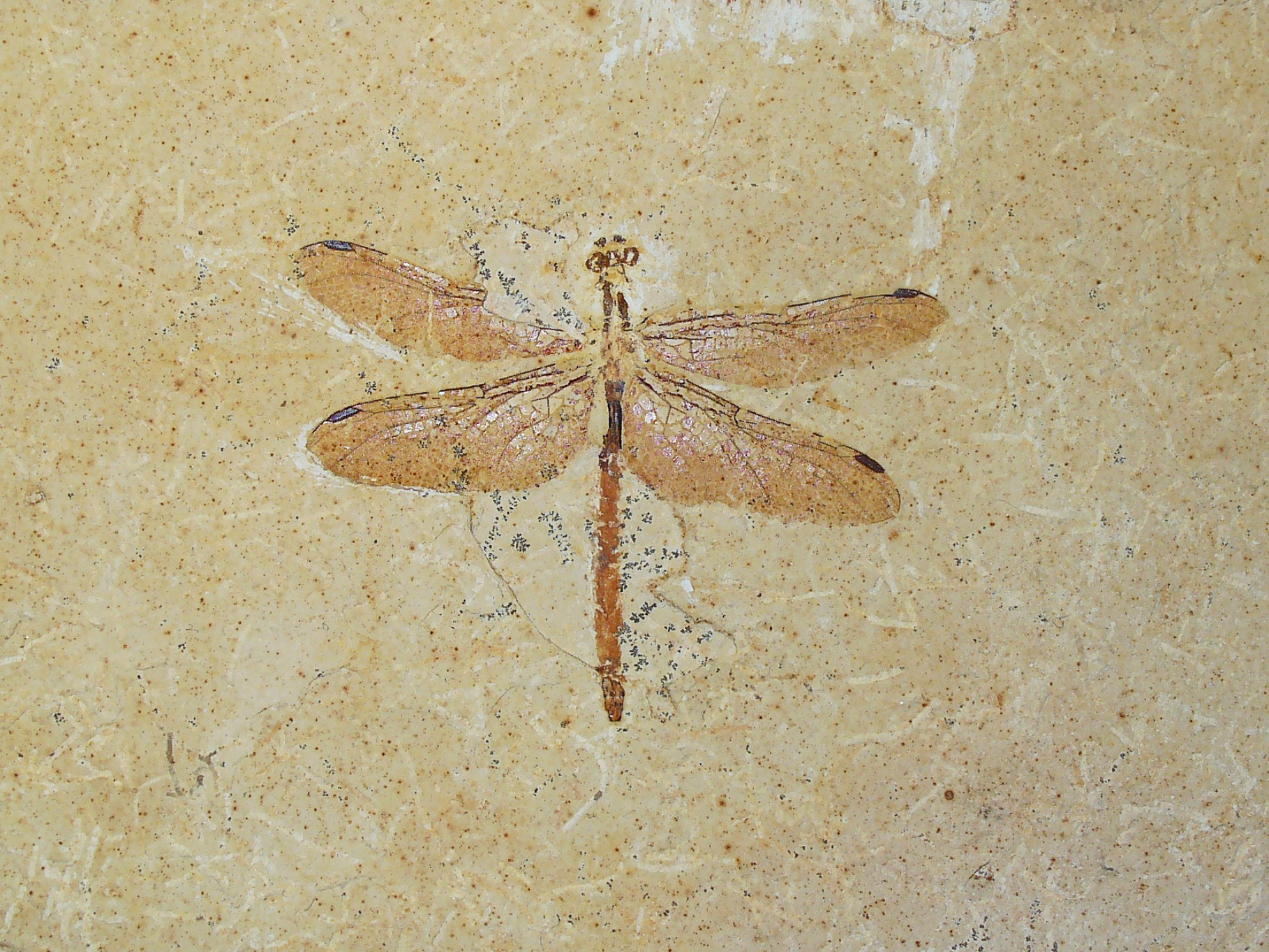
Libellula fossile Cordulagomphus sp, Cretaceo inferiore, Brasile

Seguirono, alla fine del Devoniano, gli anfibi, capaci di vivere tanto in acqua quanto sulla terra. Questi animali costituivano durante il Paleozoico la parte preponderante del regno animale, ma furono presto sopraffatti da grossi rettili, che, comparsi con forme primitive alla fine del periodo carbonifero, assunsero enorme sviluppo durante tutta l'era mesozoica.
I mammiferi comparvero duecento milioni di anni fa al principio del Mesozoico, ma rimasero piccoli e trascurabili per tutta quell'era e si svilupparono solo nell'era seguente, il Cenozoico, mentre i rettili declinavano. Molti mammiferi attuali hanno progenitori fossili. Sono stati rinvenuti, infatti, scheletri fossilizzati di antichi cammelli, elefanti e cavalli. Durante gli ultimi sessanta milioni di anni, i mammiferi ebbero il sopravvento sugli altri animali e con un'espansione in tutte le aree del mondo.
Si sono rinvenuti anche fossili dei primi uomini. Alcuni sono talmente primitivi che sono stati detti "preominidi": tali sono gli australopitechi trovati nel Sudafrica. Ominidi primitivi sono considerati il pitecantropo di Giava e il sinantropo di Pechino. Più recenti e nettamente umani sono l'uomo di Cromagnon e quello di Neanderthal.

## Pseudofossili
Uno pseudofossile è un oggetto inorganico, un segno o una traccia che può essere interpretata come un fossile, sebbene in realtà si tratti solamente di formazioni cristalline o di altri fenomeni del tutto naturali, non generati pertanto da un qualsiasi processo di fossilizzazione.